# Joseph Augustin Ginzel
Joseph Augustin Ginzel (* 1. Mai 1804 in Reichenberg; † 1. Juni 1876 in Leitmeritz) war ein österreichischer Theologe, Politiker und Autor.

## Leben und Wirken
Nach seinem Studium der Theologie erhielt Ginzel 1828 die Priesterweihe. 1837 wurde er auf den Lehrstuhl für Kirchengeschichte und Kirchenrecht der Theologischen Fakultät Leitmeritz berufen.
Neben seiner Lehrtätigkeit veröffentlichte Ginzel, der der Böhmischen Akademie der Wissenschaften angehörte, zahlreiche Publikationen.
Zwischen 1872 und 1873 gehörte er als Liberaler dem Wiener Reichsrat an.

## Werke
- Handbuch des neuesten in Österreich geltenden Kirchenrechts, Bd. 1+2, Wien 1856 u.1862
- Geschichte der Slawenapostel Cyrill und Method und der slawischen Liturgie, Wien 1861